# Reserva Nacional de Caça
La Reserva Nacional de Caça (RNC) és una figura de protecció del medi ambient, emanada de les lleis que regulen la caça, que es va establir a Espanya per la Llei 37/1966, del 31 de maig.
Es tracta d'una sèrie de zones geogràficament delimitades i subjectes a un règim cinegètic especial, amb la finalitat de promoure, fomentar, conservar i protegir determinades espècies amb interès cinegètic, subordinant a aquesta finalitat el possible aprofitament de la caça. Diferents disposicions reglamentàries es van dictar en desplegament d'aquesta llei.
Segons l'exposició de motius d'aquesta llei, es tractava de adoptar les mesures de conservació i foment adequades, que havien de garantir la supervivència d’algunes espècies de la fauna ibèrica com són la cabra salvatge, l'isard, el cabirol, l'ós, el gall fer i altres. Sempre amb l’objectiu final de poder-ne fer un aprofitament cinegètic ordenat.
Aquesta llei va crear les reserves següents: Ancares (Lugo); Degaña, Somiedo y Sueve (Oviedo); Mampodre i Riaño (Lleó); Saja (Cantàbria); Fuentes Carrionas (Palència); Los Valles, Viñamala, Los Circos i Benasque (Osca); Alt Pallars (Lleida), Cerdanya i Alt Urgell (Lleida i Girona); del Cadí (Lleida, Girona i Barcelona); Fresser i Setcasas (Girona); Ports de Beceite (Terol, Tarragona i Castelló); Cíjara (Badajoz); Tablas de Daimiel (Ciudad Real) i Sierra Nevada (Granada).
Posteriorment algunes d’elles han deixat d'existir, per haver quedat incloses en altres figures de protecció especial, com els parcs naturals o nacionals, aquest va ser el cas, per exemple, de Sierra Nevada, mentre que altres han estat creades després o modificades per altres lleis, tant de caràcter estatal com autonòmic.

## Context històric
En els temps de la postguerra, les mancances econòmiques i l’ús generalitzat d’armes de foc en el medi rural van posar en greu perill d’extinció a moltes espècies de caça major que existien al territori espanyol. Algunes, com l'herc o l'ós bru dels Pirineus han acabat extingint-se.
La creació de les RNC va suposar per a moltes d’aquestes espècies un bri d’esperança i la possibilitat de recuperar les poblacions que havien existit temps enllà.

## Situació als Països Catalans
A Catalunya, actualment existeixen les següents RNC(Cinc d’elles van ser creades per la llei de l’any 1966):
Imatge de les reserves nacionals de caça (font: Generalitat de Catalunya)
- Alt Pallars (Alt Urgell, Pallars Sobirà; 72.717 ha)
- Cerdanya-Alt Urgell (19.003 ha)
- Cadí (Alt Urgell, Berguedà, Cerdanya, Solsonès; 48.449 ha)
- Freser-Setcases (Ripollès, 20.200 ha)
- Ports de Tortosa i Beseit(Terra Alta, Montsià, Baix Ebre, Terol, Castelló; 28.587,17 ha)
- Boumort (Pallars Jussà, Pallars Sobirà, Alt Urgell; 13.097 ha)
- La Vall de Boí (Alta Ribagorça, 9.772,4 ha)

La Reserva de Caça de l’Encanyissada(al Delta de l’Ebre, Montsià; 908 ha) no té aquesta categoria, però, amb caràcter general, la seva gestió és similar a les altres.
Totes aquestes àrees de caça és gestionen des del Departament d’Agricultura, dins de la Direcció General de Boscos, mentre que els Espais Naturals de Protecció Especial (protegits per salvaguardar els valors naturals d'una àrea determinada) els gestiona la Direcció General de Medi Natural del mateix departament.
La part valenciana de la Reserva Nacional dels Ports de Tortosa-Beseit, amb unes 1500 ha protegides, es superposa amb el parc natural de la Tinença de Benifassà, declarat pel Decret 70/2006 de 19 de maig de la Generalitat Valenciana. La vessant matarranyenca ocupa 4300 ha del municipi de Beseit i va ser proposada com a Parc Natural per part del Govern d'Aragó el 5 de juny de 2012. 